# جيمس دبليو باجلي
جيمس دبليو باجلي (بالإنجليزية: James W. Bagley)‏ (و. 1881 – 1947 م) هو مصور، ومصور حربي من الولايات المتحدة الأمريكية .